# Venusieni
În științifico-fantastic și ufologie, un venusian este un locuitor nativ al planetei Venus.

## Etimologie
Cuvântul „Venusian” este o simplă combinație a numelui planetei Venus cu sufixul „-ian”, oarecum asemănător cuvântului „Marțian”.

## În ufologie
Mulți oameni care au afirmat că au fost contactați de extratereștrii în anii 1950, cum ar fi George Adamski, Howard Menger sau Luis Maertens au susținut că s-au întâlnit cu venusieni umanoizi prietenoși. Aceste ființe au fost adesea descrise ca fiind umanoizi nordici cu păr blond.

## În literatură
- Edgar Rice Burroughs în Seria Venus creează un alfabet venusian.[3]
- Astronauții, un roman științifico-fantastic din 1951 al scriitorului polonez Stanisław Lem.

## În film
- Creatura din It Conquered the World (1956) este de pe Venus.
- În 20 Million Miles to Earth (1957) nava care se prăbușește în Sicilia se reîntoarce dintr-o expediție pe Venus. Creatura (numită în producție, dar nu în film, un "Ymir") este o umanoid reptilian cu probabil inteligența unui cimpanzeu, care, în condiții terestre crește până la aproximativ 20 de metri.  Filmul a fost animat de Ray Harryhausen.
- Queen of Outer Space este un film SF din 1958 în care apare Zsa Zsa Gabor ca Talleah, un conducător venusian al rezistenței care vrea s-o răstoarne pe cruda Regină Yllana din Venus.
- În filmul Easy Rider (1969), personajul interpretat de Jack Nicholson vorbește cu venusienii în jurul unui foc de tabără, după ce a fumat marijuana.
- Venus Wars este un film SF de animație din 1989 despre viața pe planeta Venus în anul 2089 după ce aceasta a fost colonizată de oameni.
- În versiunea originală japoneză a Ghidorah, the Three-Headed Monster (1964), Prințesa Selina Salno a unei țării fictive numite Selginia pretinde a fi o supraviețuitoare a distrugerii planetei Venus de către regele Ghidorah.